# Kanton Saint-Flour-1
Saint-Flour-1 is een kanton van het Franse departement Cantal. Het kanton maakt deel uit van het arrondissement Saint-Flour.
 Het telt 8.813 inwoners in 2018.

Het kanton Saint-Flour-1 werd gevormd ingevolge het decreet van 13 februari 2014 met uitwerking op 22 maart 2015. 

## Gemeenten
Het kanton omvat volgende gemeenten :
- Andelat
- Auriac-l'Église
- Bonnac
- La Chapelle-Laurent
- Coltines
- Coren
- Ferrières-Saint-Mary
- Lastic
- Laurie
- Leyvaux
- Massiac
- Mentières
- Molèdes
- Molompize
- Montchamp
- Rézentières
- Roffiac
- Saint-Flour (hoofdplaats) (oostelijk deel)
- Saint-Mary-le-Plain
- Saint-Poncy
- Talizat
- Tiviers
- Valjouze
- Vieillespesse